# Tears Dry on Their Own
Tears Dry on Their Own – piosenka soul/jazz stworzona oraz nagrana przez angielską wokalistkę Amy Winehouse na drugi studyjny album artystki Back to Black (2007). Utwór został wyprodukowany przez Saalam Remi oraz wydany 13 sierpnia 2007 jako czwarty europejski singel promujący płytę, natomiast jako trzeci amerykański singel.
Piosenka jest samplem utworu „Ain't No Mountain High Enough” wydanego przez małżeński duet producencko-muzyczny Ashford & Simpson. Piosenka ta doczekała się kilku coverów nagranych przez artystów wytwórni Motown Records, m.in. Marvin Gaye i Tammi Terrell czy Diana Ross.
Teledysk do singla powstał dnia 22 maja 2007], reżyserowany był przez Davida LaChapelle’a oraz filmowany w Hollywood w Kalifornii. Wideoklip ukazuje artystkę czekającą na swojego przyszłego męża Blake Fielder-Civil, przechadzającą się po mieście rozmyślając o ich związku.

## Listy utworów i formaty singla
CD singel
1. „Tears Dry on Their Own (Clean Version)”
2. „You're Wondering Now”
3. „Tears Dry on Their Own (Alix Alvarez SOLE Channel Mix)”
4. „Tears Dry on Their Own (Al Usher Remix)”
5. „Tears Dry on Their Own” (nieocenzurowany videoclip)

7-calowy singel
1. „Tears Dry on Their Own”
2. „Tears Dry on Their Own (New Young Pony Club’s Fucked Mix)”

12-calowy singel
1. „Tears Dry on Their Own (Alix Alvarez SOLE Channel Mix)”
2. „Tears Dry on Their Own (Al Usher Remix)”
3. „Tears Dry on Their Own”

## Pozycje na listach
| Lista (2007)                        | Najwyższa pozycja |
| ----------------------------------- | ----------------- |
| UK Singles Chart                    | 15                |
| Irlandia Singles Chart              | 26                |
| Niemcy Singles Chart                | 56                |
| Europa Top 200                      | 40                |
| USA Billboard Hot Adult R&B Airplay | 40                |